# فرانك مولر
فرانك مولر (بالإنجليزية: Frank Muller)‏ ‏ (1862-1917) هوَ عالم فلك أمريكي، وُلدَ في 10 سبتمبر 1862 وتوفيَ في 19 أبريل 1917.
يَعمل فرانك منذُ عام 1885 في مرصد ماكورميك كمساعد لأورموند ستون وفرانك ليفينوورث. اكتشفَ فرانك مولر 86 جسم ضمن الفهرس العام الجديد و13 ضمن مؤشر الفهرس.